# Рэндольф, Зак
Закари «Зак» Рэндольф (англ. Zachary "Zach" Randolph; родился 16 июля 1981 года в Марионе, Индиана) — американский профессиональный баскетболист, в последнее время выступавший за команду Национальной баскетбольной ассоциации «Сакраменто Кингз». Играет на позиции тяжёлого форварда. Был выбран на драфте НБА 2001 года под 19-м номером клубом «Портленд Трэйл Блэйзерс». В сезоне 2003/2004 был признан самым прогрессирующим игроком НБА. В 2010 году был впервые приглашён для участия в Матче всех звёзд НБА.

## Биография
Зак Рэндольф родился и вырос в городе Марион, штат Индиана. В детстве был поклонником Майкла Джордана. Выступая за баскетбольную команду старшей школы Мэриона, становился чемпионом штата и занимал второе место в опросе на звание лучшего баскетболиста Индианы (после Джареда Джеффриса, также будущего игрока НБА). В 2000 году газета USA Today и журнал Parade включили Рэндольфа в свои символические сборные лучших баскетболистов среди школьников, в том же году Зак участвовал в матче всех звёзд школьной лиги и был признан его самым ценным игроком, а также в составе юниорской сборной США завоевал серебряную медаль чемпионата мира.
После окончания школы Рэндольф поступил в Университет штата Мичиган, баскетбольная команда которого накануне выиграла чемпионат NCAA. В Мичигане тренером Зака был Том Айззо, а среди его партнёров по команде были будущие игроки НБА Джейсон Ричардсон и Чарли Белл. За университетскую команду Рэндольф отыграл один сезон, в течение которого провёл 33 игры, в которых в среднем набирал 10,8 очков и делал 6,7 подборов. После единственного сезона, в котором команда университета дошла до финала четырёх NCAA, Рэндольф выставил свою кандидатуру на драфт НБА.
На драфте НБА 2001 года Рэндольф был выбран под 19-м номером клубом «Портленд Трэйл Блэйзерс». В первых двух сезонах он получал мало игровой практики и не демонстрировал выдающихся результатов, однако в третьем сезоне он занял место в стартовой пятёрке, по итогам сезона сделал дабл-дабл (20,1 очков и 10,5 подборов) и был признан самым прогрессирующим игроком сезона. После этого успеха Рэндольф подписал с клубом новый шестилетний контракт на сумму 84 миллиона долларов.
На драфте 2007 года Портленд под первым номером выбрал мощного центрового Грега Одена, который должен был составить пару в передней линии перспективному форварду Ламаркусу Олдриджу, поэтому руководство команды в июне 2007 года обменяло Рэндольфа вместе с Дэном Дикау, Фредом Джонсом и Деметрисом Николсом в «Нью-Йорк Никс» на Ченнинга Фрая и Стива Фрэнсиса. В начале сезона 2008/2009 «Никс», чьё руководство стремилось урезать сократить расходы на зарплату игрокам, обменяли Рэндольфа вместе с Марди Коллинзом в «Лос-Анджелес Клипперс» на Тима Томаса и Куттино Мобли.
Летом 2009 года, после одного неполного сезона в «Клипперс», Рэндольфа обменяли в «Мемфис Гриззлис» на Квентина Ричардсона. Зак отлично вписался в команду, стал основным тяжёлым форвардом и в январе 2010 года был впервые приглашён на Матч всех звёзд НБА.
17 апреля 2011 года Рэндольф продлил свой контракт с «Гриззлис» на 4 года. Сумма контракта составит 66 миллионов долларов.
5 июля 2017 года стало известно, что игрок подпишет 2-летний контракт с «Сакраменто Кингз» на 24 миллиона долларов.
27 декабря 2019 года Рэндольф объявил о своем уходе из профессионального баскетбола.
11 декабря 2021 года в Федекс Форум прошла торжественная церемония вывода из обращения 50-го номера, под которым играл Рэндольф за «Мемфис Гриззлис». Рэндольф стал первым игроком в истории «Гризлис», чей номер вывели из обращения. 

## Статистика

### Статистика в НБА
| Сезон                                                                                    | Команда    | Регулярный сезон | Регулярный сезон | Регулярный сезон | Регулярный сезон | Регулярный сезон | Регулярный сезон | Регулярный сезон | Регулярный сезон | Регулярный сезон | Регулярный сезон | Регулярный сезон | Серия плей-офф | Серия плей-офф | Серия плей-офф | Серия плей-офф | Серия плей-офф | Серия плей-офф | Серия плей-офф | Серия плей-офф | Серия плей-офф | Серия плей-офф | Серия плей-офф |
| Сезон                                                                                    | Команда    | GP               | GS               | MPG              | FG%              | 3P%              | FT%              | RPG              | APG              | SPG              | BPG              | PPG              | GP             | GS             | MPG            | FG%            | 3P%            | FT%            | RPG            | APG            | SPG            | BPG            | PPG            |
| ---------------------------------------------------------------------------------------- | ---------- | ---------------- | ---------------- | ---------------- | ---------------- | ---------------- | ---------------- | ---------------- | ---------------- | ---------------- | ---------------- | ---------------- | -------------- | -------------- | -------------- | -------------- | -------------- | -------------- | -------------- | -------------- | -------------- | -------------- | -------------- |
| 2001/02                                                                                  | Портленд   | 41               | 0                | 5,8              | 44,9             | 0,0              | 66,7             | 1,7              | 0,3              | 0,2              | 0,1              | 2,8              | 1              | 0              | 1,0            | 0,0            | 0,0            | 0,0            | 0,0            | 0,0            | 0,0            | 0,0            | 0,0            |
| 2002/03                                                                                  | Портленд   | 77               | 11               | 16,9             | 51,3             | 0,0              | 75,8             | 4,5              | 0,5              | 0,5              | 0,2              | 8,4              | 7              | 4              | 29,3           | 52,5           | 0,0            | 89,2           | 8,7            | 1,6            | 0,4            | 0,3            | 13,9           |
| 2003/04                                                                                  | Портленд   | 81               | 80               | 37,9             | 48,5             | 20,0             | 76,1             | 10,5             | 2,0              | 0,8              | 0,5              | 20,1             | Не участвовал  | Не участвовал  | Не участвовал  | Не участвовал  | Не участвовал  | Не участвовал  | Не участвовал  | Не участвовал  | Не участвовал  | Не участвовал  | Не участвовал  |
| 2004/05                                                                                  | Портленд   | 46               | 37               | 34,8             | 44,8             | 0,0              | 81,5             | 9,6              | 1,9              | 0,7              | 0,4              | 18,9             | Не участвовал  | Не участвовал  | Не участвовал  | Не участвовал  | Не участвовал  | Не участвовал  | Не участвовал  | Не участвовал  | Не участвовал  | Не участвовал  | Не участвовал  |
| 2005/06                                                                                  | Портленд   | 74               | 71               | 34,4             | 43,6             | 29,1             | 71,4             | 8,0              | 1,9              | 0,8              | 0,2              | 18,0             | Не участвовал  | Не участвовал  | Не участвовал  | Не участвовал  | Не участвовал  | Не участвовал  | Не участвовал  | Не участвовал  | Не участвовал  | Не участвовал  | Не участвовал  |
| 2006/07                                                                                  | Портленд   | 68               | 67               | 35,7             | 46,7             | 29,2             | 81,9             | 10,1             | 2,2              | 0,8              | 0,2              | 23,6             | Не участвовал  | Не участвовал  | Не участвовал  | Не участвовал  | Не участвовал  | Не участвовал  | Не участвовал  | Не участвовал  | Не участвовал  | Не участвовал  | Не участвовал  |
| 2007/08                                                                                  | Нью-Йорк   | 69               | 68               | 32,5             | 45,9             | 27,5             | 77,2             | 10,3             | 2,0              | 0,9              | 0,2              | 17,6             | Не участвовал  | Не участвовал  | Не участвовал  | Не участвовал  | Не участвовал  | Не участвовал  | Не участвовал  | Не участвовал  | Не участвовал  | Не участвовал  | Не участвовал  |
| 2008/09                                                                                  | Нью-Йорк   | 11               | 11               | 35,3             | 43,4             | 29,2             | 82,1             | 12,5             | 1,4              | 1,2              | 0,3              | 20,5             | Не участвовал  | Не участвовал  | Не участвовал  | Не участвовал  | Не участвовал  | Не участвовал  | Не участвовал  | Не участвовал  | Не участвовал  | Не участвовал  | Не участвовал  |
| 2008/09                                                                                  | Клипперс   | 39               | 34               | 35,1             | 48,7             | 34,2             | 70,1             | 9,4              | 2,3              | 0,8              | 0,3              | 20,9             | Не участвовал  | Не участвовал  | Не участвовал  | Не участвовал  | Не участвовал  | Не участвовал  | Не участвовал  | Не участвовал  | Не участвовал  | Не участвовал  | Не участвовал  |
| 2009/10                                                                                  | Мемфис     | 81               | 81               | 37,7             | 48,8             | 28,8             | 77,8             | 11,7             | 1,8              | 1,0              | 0,4              | 20,8             | Не участвовал  | Не участвовал  | Не участвовал  | Не участвовал  | Не участвовал  | Не участвовал  | Не участвовал  | Не участвовал  | Не участвовал  | Не участвовал  | Не участвовал  |
| 2010/11                                                                                  | Мемфис     | 75               | 74               | 36,3             | 50,3             | 18,6             | 75,8             | 12,2             | 2,2              | 0,8              | 0,3              | 20,1             | 13             | 13             | 39,6           | 44,6           | 25,0           | 82,1           | 10,8           | 2,4            | 1,1            | 0,8            | 22,2           |
| 2011/12                                                                                  | Мемфис     | 28               | 8                | 26,3             | 46,3             | 25,0             | 65,9             | 8,0              | 1,7              | 0,8              | 0,1              | 11,6             | 7              | 7              | 35,4           | 42,0           | 0,0            | 62,9           | 9,9            | 0,9            | 1,0            | 0,6            | 13,7           |
| 2012/13                                                                                  | Мемфис     | 76               | 75               | 34,3             | 46,0             | 8,7              | 75,0             | 11,2             | 1,4              | 0,8              | 0,4              | 15,4             | 15             | 15             | 37,0           | 46,0           | 0,0            | 67,0           | 10,0           | 1,6            | 0,7            | 0,5            | 17,4           |
| 2013/14                                                                                  | Мемфис     | 79               | 79               | 34,2             | 46,7             | 10,0             | 74,2             | 10,1             | 2,5              | 0,7              | 0,3              | 17,4             | 6              | 6              | 39,1           | 40,4           | 0,0            | 61,0           | 8,7            | 2,3            | 0,8            | 0,2            | 18,2           |
| 2014/15                                                                                  | Мемфис     | 71               | 71               | 32,4             | 48,7             | 35,0             | 76,5             | 10,5             | 2,2              | 1,0              | 0,2              | 16,1             | 11             | 11             | 34,7           | 42,3           | 20,0           | 87,9           | 8,5            | 2,1            | 0,5            | 0,0            | 15,6           |
| 2015/16                                                                                  | Мемфис     | 68               | 53               | 29,7             | 47,5             | 23,1             | 79,6             | 7,8              | 2,1              | 0,6              | 0,2              | 15,3             | 4              | 4              | 29,9           | 37,1           | 0,0            | 85,7           | 8,8            | 1,8            | 0,3            | 0,0            | 13,0           |
| 2016/17                                                                                  | Мемфис     | 73               | 5                | 24,5             | 44,9             | 22,3             | 73,1             | 8,2              | 1,7              | 0,5              | 0,1              | 14,1             | 6              | 4              | 31,9           | 42,2           | 14,3           | 72,7           | 8,2            | 0,7            | 0,8            | 0,3            | 13,2           |
| 2017/18                                                                                  | Сакраменто | 59               | 58               | 25,6             | 47,3             | 34,7             | 78,5             | 6,7              | 2,2              | 0,7              | 0,2              | 14,5             | Не участвовал  | Не участвовал  | Не участвовал  | Не участвовал  | Не участвовал  | Не участвовал  | Не участвовал  | Не участвовал  | Не участвовал  | Не участвовал  | Не участвовал  |
|                                                                                          | Всего      | 1116             | 883              | 31,0             | 47,1             | 27,3             | 76,4             | 9,1              | 1,8              | 0,7              | 0,3              | 16,6             | 70             | 64             | 35,0           | 43,7           | 15,4           | 75,0           | 9,3            | 1,7            | 0,7            | 0,4            | 16,5           |
| Наведите курсор мыши на аббревиатуры в заголовке таблицы, чтобы прочесть их расшифровку. |            |                  |                  |                  |                  |                  |                  |                  |                  |                  |                  |                  |                |                |                |                |                |                |                |                |                |                |                |

## Личная жизнь
У Зака Рэндольфа есть брат Роджер и две сестры, Томика и Келли. У Рэндольфа двое детей: Маккенли и Мазия.
Рэндольф несколько раз имел проблемы с законом: в 2003 году он был задержан полицией после того, как патрульный почувствовал в его машине запах марихуаны, в апреле 2009 года его вновь задержала полиция на этот раз за вождение в состоянии алкогольного опьянения. В 2006 году Рэндольф обвинялся в изнасиловании, но за отсутствием улик против него не было возбуждено уголовное дело.